# Martelle (Iowa)
Martelle es una ciudad ubicada en el condado de Jones en el estado estadounidense de Iowa. En el Censo de 2010 tenía una población de 255 habitantes y una densidad poblacional de 293,9 personas por km².

## Geografía
Martelle se encuentra ubicada en las coordenadas 42°1′14″N 91°21′28″O / 42.02056, -91.35778. Según la Oficina del Censo de los Estados Unidos, Martelle tiene una superficie total de 0.87 km², de la cual 0.87 km² corresponden a tierra firme y (0%) 0 km² es agua.

## Demografía
Según el censo de 2010, había 255 personas residiendo en Martelle. La densidad de población era de 293,9 hab./km². De los 255 habitantes, Martelle estaba compuesto por el 97.65% blancos, el 0% eran afroamericanos, el 0% eran amerindios, el 1.57% eran asiáticos, el 0% eran isleños del Pacífico, el 0% eran de otras razas y el 0.78% pertenecían a dos o más razas. Del total de la población el 0.78% eran hispanos o latinos de cualquier raza.